# Nemopteridae
Nemopteridae ("alas de cuchara") son una familia de insectos de Neuroptera. Habitan en las regiones afrotropical, paleoártica, australasiática y neotropical pero no así en América del Norte (aunque se ha encontrado un ejemplar fósil en Colorado).

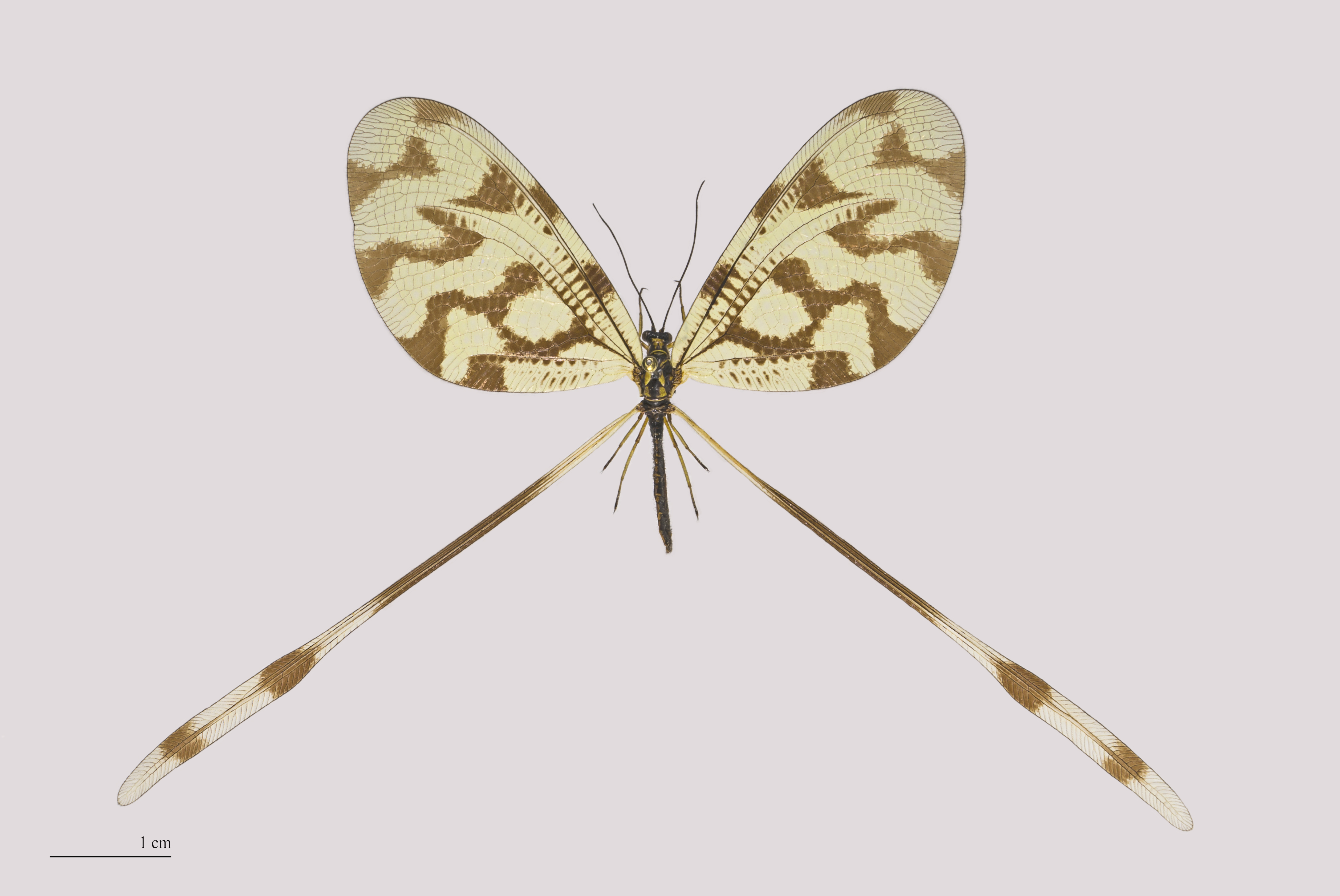
Espécimen en el Museo de Toulouse

Poseen un vuelo delicado y vuelan en círculos para evitar las paredes cuando están atrapadas en una vivienda. Sus largas colas, prolongaciones en forma de cucharilla de las alas posteriores, son conspicuas cuando estos insectos están volando.
Las nemopteridas macho poseen una ampolla en las alas por lo general a lo largo del margen o base del ala que utilizan para dispersar feromona.
En su forma larval, los Nemoptéridos son depredadores oportunistas, de forma similar a otras larvas de la superfamilia Myrmileontoidea. Las dos subfamilias existentes se diferencian en éste aspecto, con Crocinae distinguiéndose por poseer un protórax  alargado y un cuerpo robusto y Nemopterinae en general contando con larvas de cuerpo alargado y sin el distintivo protórax de Crocinae.

## Taxonomía
Existen dos subfamilias:
- Crocinae, en general especies nocturnas y crepusculares que a menudo poseen una preferencia por hábitats muy específicos. Habitan en zonas de desiertos áridos y están distribuidas en forma amplia en franjas sureñas del oeste del Paleártico y el oeste de Asia, como también en zonas áridas de las regiones Neotropical, Afrotropical, y Australasiática. Entre sus géneros se cuentan:
  - Josandreva
  - Pterocroce
- Nemopterinae, diurnas, con mayor diversidad. Sus géneros incluyen:
  - Barbibucca
  - Lertha
  - Nemoptera
  - Nemopterella